# Ріпон (Вісконсин)
Ріпон (англ. Ripon) — місто (англ. city) в США, в окрузі Фон-дю-Лак штату Вісконсин. Населення — 7863 особи (2020).

## Географія
Ріпон розташований за координатами 43°50′37″ пн. ш. 88°50′17″ зх. д. / 43.84361° пн. ш. 88.83806° зх. д. (43.843557, -88.837936).  За даними Бюро перепису населення США в 2010 році місто мало площу 13,02 км², з яких 12,88 км² — суходіл та 0,14 км² — водойми.

## Демографія
Згідно з переписом 2010 року, у місті мешкали 7733 особи в 3053 домогосподарствах у складі 1769 родин. Густота населення становила 594 особи/км².  Було 3306 помешкань (254/км²).
Расовий склад населення:
| - 94,7 % — білих - 0,8 % — азіатів - 0,7 % — чорних або афроамериканців - 0,3 % — корінних американців - 2,6 % — осіб інших рас |

До двох чи більше рас належало 0,9 %. Частка іспаномовних становила 5,0 % від усіх жителів.
За віковим діапазоном населення розподілялося таким чином: 20,2 % — особи молодші 18 років, 62,8 % — особи у віці 18—64 років, 17,0 % — особи у віці 65 років та старші. Медіана віку мешканця становила 37,2 року. На 100 осіб жіночої статі у місті припадало 90,2 чоловіків;  на 100 жінок у віці від 18 років та старших — 88,0 чоловіків також старших 18 років.
Середній дохід на одне домашнє господарство  становив 65 939 доларів США (медіана — 44 605), а середній дохід на одну сім'ю — 78 491 долар (медіана — 63 118). Медіана доходів становила 45 980 доларів для чоловіків та 34 595 доларів для жінок. За межею бідності перебувало 11,7 % осіб, у тому числі 19,0 % дітей у віці до 18 років та 7,6 % осіб у віці 65 років та старших.
Цивільне працевлаштоване населення становило 3977 осіб. Основні галузі зайнятості: освіта, охорона здоров'я та соціальна допомога — 23,7 %, виробництво — 22,7 %, роздрібна торгівля — 10,1 %, мистецтво, розваги та відпочинок — 9,3 %.